# Kouroúpa
Kouroúpa är ett berg i Grekland.   Det ligger i prefekturen Nomós Rethýmnis och regionen Kreta, i den sydöstra delen av landet, 300 km söder om huvudstaden Aten. Toppen på Kouroúpa är 984 meter över havet, eller 539 meter över den omgivande terrängen. Bredden vid basen är 6,1 km.
Terrängen runt Kouroúpa är varierad. Havet är nära Kouroúpa åt sydväst. Närmaste större samhälle är Rethymnon, 17,6 km norr om Kouroúpa. Omgivningarna runt Kouroúpa är en mosaik av jordbruksmark och naturlig växtlighet.